# Lapin Track
Lapin Track (jap. ラパントラック Rapantorakku) – japońskie studio animacji z siedzibą w Tokio, założone 30 czerwca 2014 przez byłych pracowników Brain’s Base.

## Produkcje

### Seriale telewizyjne
- Endride (2016; we współpracy z Brain’s Base)[2]
- Sarazanmai (2019; we współpracy z MAPPA)[3]
- Uchi no Tama shirimasen ka? (2020; we współpracy z MAPPA)[4]
- Atasha Kawajiri kodama da yo (2022)[5]
- Undead Girl Murder Farce (2023)[6]
- Shōshimin Series (2024)[7]

### OVA
- Wotakoi. Miłość jest trudna dla otaku (2021)[8]
- Onna no sono no Hoshi (2022)[9]

### Filmy
- Re:cycle of Penguindrum (2022)[10]